# Elaphria subobliqua
Elaphria subobliqua là một loài bướm đêm trong họ Noctuidae.